# Fiza
Fiza (hindi: फ़ीज़ा,ا) – indyjski film wyreżyserowany w 2000 roku przez Khalid Mohameda. Film jest dramatem społecznym, filmem rodzinnym i jednocześnie musicalem. W rolach głównych znani indyjscy aktorzy Jaya Bhaduri, Hrithik Roshan i Karisma Kapoor. Tematem filmu jest miłość siostry do brata na tle pogromów między hinduistami i muzułmanami i wyrosłego z tego terroru.

## Myśl przewodnia
W poszukiwaniu brata.

## Tło historyczne
Przedstawione w filmie wydarzenia odwołują się do tragicznych zamieszek w Bombaju, walk między hinduistami i muzułmanami w których w grudniu 1992 roku i styczniu 1993 zginęło 900 osób. 12 marca 1993 roku doszło w mieście do wybuchu bomb, które zabiły kolejne 250 osób. Zamachy te zorganizował Dawood Ibrahim, szef gangu D-Company.

## Obsada
- Jaya Bhaduri – Nishatbi Ikramullah
- Karisma Kapoor – Fiza Ikramullah
- Hrithik Roshan – Amaan Ikramullah
- Neha – Shenaz
- Asha Sachdev – Ulfat
- Bikram Saluja – Anirudh
- Isha Koppikar – Gitanjali
- Johnny Lever – komik
- Manoj Bajpai – Murad Khan (gościnnie)
- Sushmita Sen – jako tancerka (gościnnie)

## Piosenki śpiewają
1. „Aaja Mahiya” : Udit Narayan, Alka Yagnik
2. „Mehboob Mere” : Sunidhi Chauhan, Karsan Sargathiya
3. „Tu Fiza Hai” :  Sonu Nigam, Alka Yagnik
4. „Gaya Gaya Dil” : Sonu Nigam
5. „Piya Haji Ali” : A.R. Rahman, Kadar Ghulam Mustafa, Murtaza Ghulam
6. „Na Leke Jao” : Jaspinder Narula
7. „Mere Watan"
8. „Aankh Milaoongi” : Asha Bhosle

## Nagrody

### Filmfare
- Nagroda Filmfare dla Najlepszej Aktorki – Karisma Kapoor
- Nagroda Filmfare dla Najlepszej Aktorki Drugoplanowej – Jaya Bhaduri
- nominacja do Nagrody Filmfare dla Najlepszego Aktora  – Hrithik Roshan
- nominacja do Nagroda Filmfare za Najlepsze Zdjęcia – Santosh Sivan
- nominacja do Nagrody Filmfare za Najlepszy Playback Męski  – Sonu Nigam za „Tu Hawa Hai"
- nominacja do Nagrody Filmfare za Najlepszy Playback Męski – Sunidhi Chauhan za „Mehboob Mere"
- nominacja do Nagrody Filmfare za Najlepszą Muzykę – Anu Malik
- nominacja do Nagrody Filmfare za Najlepszy tekst piosenki – Gulzar za „Aaja Mahi"

### Nagrody IIFA
- Nagroda IIFA dla Najlepszej Aktorki – Karisma Kapoor
- Nagroda IIFA dla Najlepszej Aktorki Drugoplanowej – Jaya Bhaduri